# Розельёр
Розельё́р (фр. Rozelieures) — коммуна во французском департаменте Мёрт и Мозель региона Лотарингия. Относится к  кантону Байон.	

## География
Розельёр расположен в 33 км к юго-востоку от Нанси. Соседние коммуны: Моривиллер на севере, Ременовиль на северо-востоке, Веннезе и Жиривиллер на востоке, Сен-Буан на юге, Борвиль на западе, Клайер на северо-западе.	

## История
- Здесь в начале Первой мировой войны произошла битва, называемая битва при Шарме.

## Демография
Население коммуны на 2010 год составляло 183 человека.
| 1962 | 1968 | 1975 | 1982 | 1990 | 1999 | 2010 |
| ---- | ---- | ---- | ---- | ---- | ---- | ---- |
| 189  | 166  | 147  | 135  | 138  | 139  | 183  |

## Достопримечательности
- Военное французское кладбище времён Первой мировой войны.
- Церковь XVI века, башня XIX века.
- Часовня Сен-Барб при въезде в деревню.
- Мирабелевый дом, действующая выставка продуктов из мирабели.

## Известные уроженцы
- Жан-Пьер Гралле (фр. Jean-Pierre Grallet, род. 1941) — французский епископ-францисканец, архиепископ Страсбурга с 2007 года.